# Église réformée de Winterthour
L’église réformée de Winterthour ou Stadtkirche (Kirchplatz 1), de style gothique tardif, se situe au centre de la vieille ville de Winterthour, sur une place dont le terrain servait, jusqu’au XIXe siècle, de cimetière.

## Histoire
La première mention d’une église remontant à 1180, l’on en a longtemps déduit que l’édifice avait dû être construit au XIIe siècle. En fait, les fouilles archéologiques de 1980-1983 ont démontré qu’il y a eu plusieurs églises antérieures. Ainsi, vers le VIIIe siècle déjà, un petit sanctuaire en bois, à nef et chœur rectangulaire a été érigé, puis remplacé au IXe siècle ou Xe siècle par un ouvrage plus grand, en pierre. Vers l’an mil, l’édifice est complété encore au nord et au sud d’annexes renfermant des tombes liées à une famille aristocratique locale, non identifiée faute de sources écrites. Au XIe siècle ou XIIe siècle, cette église en maçonnerie est elle-même remplacée par un édifice roman, reconstruction peut-être en relation avec les efforts des comtes de Kybourg pour étayer leur pouvoir seigneurial sur Winterthour. Peu après, la construction d’un clocher renforce la représentativité de cet édifice.
Au cours du XIIIe siècle, Winterthour se développe et obtient en 1264 de Rudolf I de Habsbourg une charte de franchise lui conférant des droits et privilèges urbains. Au début du XIVe siècle, l’église Saint-Laurent relève encore entièrement de la famille seigneuriale, mais peu à peu la bourgeoisie locale étend ses prérogatives, jusqu’à disposer d’un pouvoir étendu au XVe siècle. La construction d’un chœur plutôt monumental, à deux travées, qui, stylistiquement, se rattache au milieu du XIIIe siècle, témoigne de l’affirmation renforcée d’une conscience collective urbaine. Il prend pour modèle le chœur peu antérieur du Fraumünster de Zurich.
Lors de l’incendie de la ville en 1313, l’église est endommagée et exige des réparations importantes. Le vocable de saint Laurent n’est attesté par les documents qu’à partir de 1350. Peut-être y a-t-il eu un changement de vocable lors de la reconstruction au milieu du XIIIe siècle.
À la fin du XVe siècle, une fièvre constructrice s’empare de l’Allemagne du sud et des zones environnantes. Winterthour n’échappe pas à ce mouvement. L’intégration, dans la paroisse, des faubourgs de la ville augmente le nombre des fidèles et justifie des agrandissements. La construction d’une seconde tour, au sud (1486-1490), atteste également un renforcement de la volonté de paraître. En 1501 on entreprend la reconstruction de la nef, la nouvelle façade précédant de 10 mètres l’ancienne. Désormais l’édifice est assez grand pour accueillir 2000 fidèles. Les autels sont consacrés en 1515 et la construction se termine avec l’achèvement des toitures en 1518.

## Après la Réforme
Après la Réforme (1525) n’ont plus lieu que de petites modifications constructives, mais l’ensemble du mobilier et du décor de l’époque catholique est supprimé par étapes. Dès 1563, on construit à l’ouest une tribune, qui sera agrandie à diverses reprises. Le jubé de la fin de l’époque romane séparant le chœur de la nef, a été démoli au début du XVIIe siècle et remplacé par un autre, lui-même supprimé en 1838. La tour sud est surélevée en 1659 et pourvu d’une nouvelle toiture à l’impériale. En 1794, c’est au tour du clocher septentrional d’être adapté à la tour voisine et pourvu d’une toiture similaire. Le cimetière autour d’église est désacralisé en 1826, et le terrain est transformé en place vers 1850.
L’église est rénovée de 1853-1856 selon les plans de l’architecte Ferdinand Stadler (de). Subsistent, comme témoins de ces travaux, les remplages néo-gothiques sur les parois latérales du chœur, la chaire en bois finement découpé, et, partiellement, les bancs d’église. 
Mais l’impression qui domine aujourd’hui est celle laissée par la rénovation intervenue en 1922-1924 sous la direction des architectes de Winterthour Robert Rittmeyer (de) (1868-1960) et Walter Furrer (1870-1949). C’est alors que l’on érige la grande tribune occidentale, que l’on établit le plafond en bois, et que l’on fait décorer l’ensemble de l’église par le peintre Paul Zehnder (de) (1884-1973).
Une nouvelle restauration complète a lieu 1980-1983 sous la direction de l’architecte Hans-Rudolf Lanz (1923-2005). Elle est précédée de fouilles archéologiques.

### Vitraux
Seuls quelques rares fragments retrouvés en fouilles témoignent de l’existence de vitraux médiévaux, ces derniers ayant été supprimés après la Réforme. Ce n’est qu’à l’occasion de la restauration de 1853-1856 que l’église reçoit à nouveau des vitrages colorés. Les vitraux latéraux du chœur sont strictement ornementaux, tandis que ceux, figuratifs, des bas-côtés ont été réalisés vers 1856 à Munich (Institut für Kirchliche Glasmalerei). Les verrières du fond du chœur, anciennement de Max Emanuel Ainmiller (1807-1870), ont été déplacées dans les années 1920 dans l’église de Berg am Irchel pour être remplacés par des vitraux dus au peintre Augusto Giacometti.

### Cloches
Dans la tour sud, une campane datée 1659 émane de la fonderie Füssli, à Zurich.   Deux cloches de 1868 ont été fondues par Jakob II Keller (1827-1894) à Unterstrass, aujourd’hui quartier de la ville de Zurich. – Enfin, deux petites cloches de 1902 sont l’œuvre de la fonderie Rüetschi, à Aarau.   Dans la tour nord se trouvent trois autres cloches de 1868 fondues par Jakob II Keller.

### Mobilier
Dalle funéraire de Elsbeth de Staufenberg, née von Bach, d’une famille noble du pays de Bade, qui a épousé en 1475 Georg Bock von Staufenberg. La dalle est datée 1507, elle la fit donc sculpter de son vivant, puisqu'elle est morte de la peste en 1519. Fonts baptismaux, richement sculptés d’angelots et de guirlandes de fruits, datés 1656. Œuvre du sculpteur Hans Conrad Frey.